# Західна Екваторія
Західна Екваторія (араб. غرب الاستوائي; транслітерувати: аль-Гарб Istiwa'iyah) — один з 10 колишніх штатів Південного Судану. Він має площу 79 319 км ². Його столицею є місто Ямбіо. Держава розділена на повіти, кожен з яких очолює комісар повіту. Штат відокремився від Судану як частина республіки Південний Судан від 9 липня 2011 року.

## Історія
У 1880-х роках, Західна Екваторія була домом для племен Занде, місцем адміністрації короля Гбудве, який контролював значну частину території в той час.
У середині двадцятого століття, після здобуття незалежності Судану в 1956 році, збільшилось число організацій південних суданців, зо вмступали за незалежність, таких як Anyanya та звільнення Народна армія визволення Судану (SPLA/M), під керівництвом Джона Гаранга де Мабіора.
У 2005 році був підписаний мирний договір, але є ще деякі повстанської діяльності.
Армія опору Бога (LRA), під командуванням Джозефа Коні, перевела свої бази з Уганди на кордоні південного Судану та Демократичної Республіки Конго, і працює в західному регіоні Екваторіальної провінції. До мирної угоди 2005 року, LRA використовувала Західну Екваторію як базу для своїх операцій проти уряду президента Уганди Йовері Мусевені.
У 2009 році місцеві громади в Західній Екваторії формують своє фармуваня для боротьби з LRA, т. зв. Arrow Boys, з використанням традиційних озброєнь, таких як луки, стріли та списи.

## Економіка і демографія
Економіка Західної Екваторії в основному сільськогосподарського спрямування, з високою якістю деревини — одного з найважливіших продуктів.
Штат Західна Екваторія, за даними 2006 року, має населення 1731341 особа, і є батьківщиною Занде — третьої за величиною національності в Південному Судані.